# ドラゴンズ・ブレス
ドラゴンズ・ブレス（英語: Dragon's Breath）はトウガラシ（カプシクム・キネンセ）の栽培品種のひとつである。辛さは248万スコヴィルほどで、ペッパーXに次いで世界で二番目に辛いトウガラシだという記録を有する。

## 品種改良
ドラゴンズ・ブレスのもとになったトウガラシは、トウガラシ農家ニール・プライスとノッティンガム・トレント大学の協働により、アレルギー患者向けの皮膚の緩和薬の原料として開発が始まった。その後、ウェールズのデンビーシャー、セント・アサフに住む品種改良の専門家マイク・スミスがこのトウガラシを栽培したが、スミスは自分は辛さの記録のためにトウガラシの品種改良をしたわけではなく、魅力のあるトウガラシをただ開発しようとしていただけだと述べている。このトウガラシはウェールズの赤い竜にちなんでドラゴンズ・ブレスと名づけられた。2017年のチェルシー・フラワー・ショーの「今年の植物」コンテストにエントリーし、最終候補リストには残ったが、入賞はできなかった。

## 辛さ
ドラゴンズ・ブレスのスコヴィル値は248万と評価されており、それまで世界で最も辛かったキャロライナ・リーパーの220万スコヴィルを上回る。しかしながら数ヶ月後、318万スコヴィルを記録したペッパーXに抜かれることとなった。
ノッティンガム・トレント大学の研究者によると、このトウガラシには皮膚を麻痺させる効能があり、他の緩和薬が使えなかったり、今まで使われている薬が高額すぎる国に住んでいたりする患者にとってはエッセンシャルオイルを緩和薬として使用できる可能性もある。専門家によると、このトウガラシを飲み込むと窒息やアナフィラキシー・ショックによる死の危険性がある。ただし、これはトウガラシ類に関係するアレルギーがある人のみに向けたものとしては通常の警告であるという指摘もある。